# Angle mort (film, 2011)
Pour les articles homonymes, voir Angle mort (homonymie) et Angle (homonymie).
 (juillet 2012).
Si vous disposez d'ouvrages ou d'articles de référence ou si vous connaissez des sites web de qualité traitant du thème abordé ici, merci de compléter l'article en donnant les références utiles à sa vérifiabilité et en les liant à la section « Notes et références ».
Pour plus de détails, voir Fiche technique et Distribution.
Angle mort est un thriller québécois réalisé par Dominic James et sorti en février 2011. Le film met en vedette Karine Vanasse.

## Synopsis
Stéphanie et Éric, deux jeunes québécois dont le couple bat de l'aile, vont passer leurs vacances d'hiver dans un pays d'Amérique latine, dans une région renommée pour ses pistes de randonnée. Ils quittent leur travail malgré tout et s'envolent pour une république ensoleillée des mers du sud.
Seulement là-bas, en plus de devoir composer avec le délabrement quasi généralisé et l'omniprésence des militaires, la population de la Republica de Santiago est traumatisée par les crimes d'un tueur qui sévit sur les routes de la région. Ce tueur de la route pyromane se venge de la mort de sa femme et de l'accident qui l’a défiguré en tuant au hasard des conducteurs qu’il croise sur son chemin. Stéphanie et Éric risquent tous deux de faire bientôt partie des victimes…

## Fiche technique
- Titre original : Angle mort
- Titre anglais : Blind Spot
- Réalisateur : Dominic James
- Scénario : Alex Epstein (en) et Martin Girard
- Musique : Louis Côté et Samuel Laflamme
- Direction artistique : Martin Tessier
- Décors : Elisabeth Williams
- Costumes : Julie-Anne Tremblay
- Maquillage : Annick Chartier
- Coiffure : Félix Larivière
- Photographie : Jérôme Sabourin
- Son :  Dimitri Médard, Jean-François Sauvé, Bernard Gariépy Strobl
- Montage : Sacha Sojic
- Production : André Rouleau
- Société de production : Caramel Films
- Sociétés de distribution : Remstar, Maple Pictures (DVD)

- Budget : 3,7 millions de dollars[1]
- Pays d'origine :  Canada
- Langues : Français, anglais et espagnol
- Format : couleur (Technicolor) — 35 mm — format d'image : 2,35:1 — son Dolby numérique
- Genre : thriller film d'action film biographique
- Durée : 80 minutes
- Dates de sortie :
  - Canada : 21 février 2011 (première montréalaise au cinéma Impérial)[2]
  - Canada : 25 février 2011 (sortie en salle au Québec)
  - Canada : 5 juillet 2011 (DVD)

## Distribution
- Karine Vanasse : Stéphanie
- Sébastien Huberdeau : Éric
- Peter Miller : Miguel
- Edwin Jose Fernandez Collado : Pedro, policier
- Amarilys Nunez Barrioso : Yolanda
- Youraisi Gomez Pena : Maria
- Sophie Cadieux : Julie
- Claire Pimparé : Claire
- Mirielis Cejas Gonzales : Angela
- Yasmani Guerrero : Yasmani